# バトル・オブ・ザ・セクシーズ
『バトル・オブ・ザ・セクシーズ』（Battle of the Sexes）は、2017年のアメリカ合衆国・イギリスのスポーツ伝記映画。ジョナサン・デイトンとヴァレリー・ファリス監督、サイモン・ボーファイ脚本。
1973年にテニス選手ビリー・ジーン・キングと当時55歳になっていた往年のテニス選手ボビー・リッグスの間で行われた「性別間の戦い」という「男女対抗試合」が描かれる。出演はエマ・ストーン、スティーブ・カレル、アンドレア・ライズブロー、エリザベス・シュー、オースティン・ストウェル、サラ・シルヴァーマンらである。
北米ではフォックス・サーチライト・ピクチャーズ配給で2017年9月22日に封切られた。

## キャスト
※括弧内は日本語吹替。役名のあとの「Original 9」は女子テニス協会を結成した9人の選手を指す（ビリー・ジーン・キングも含む）。
- ビリー・ジーン・キング - エマ・ストーン（佐古真弓）
- ボビー・リッグス - スティーブ・カレル（島田敏）
- マリリン・バーネット - アンドレア・ライズブロー（桑島法子）
- グラディス・ヘルドマン（英語版） - サラ・シルヴァーマン（小山茉美）
- ジャック・クレイマー - ビル・プルマン（菅生隆之）
- テッド・ティンリング（英語版） - アラン・カミング（木下浩之）
- プリシラ・リッグス - エリザベス・シュー（よのひかり）
- ラリー・キング（英語版） - オースティン・ストウェル（荻野晴朗）
- マーガレット・コート - ジェシカ・マクナミー
- ロージー・カザルス (Original 9) - ナタリー・モラレス（西島麻紘）
- ジェーン・バルトコビッツ（英語版） (Original 9) - マーサ・マックアイサック（英語版）（鶴田真希）
- ケリー・レイド (Original 9) - ケイトリン・クリスチャン
- ヴァレリー・ジーゲンフス (Original 9) - ミッキー・サマー
- ジュリー・ヘルドマン (Original 9) - ブライディ・エリオット
- ナンシー・リッチー (Original 9) - ローレン・クライン
- クリスティ・ピジョン (Original 9) - アシュレイ・ヴァインホルト
- ジュディ・テガート (Original 9) - フィダン・マナシロヴァ
- ロニー・クール - エリック・クリスチャン・オルセン
- ラリー・リッグス - ルイス・プルマン
- ヘンリー - ウォレス・ランガム
- レオ・ブレア - フレッド・アーミセン

## 主な挿入曲
- エルトン・ジョン 「ロケット・マン」（1972年）
- ジョージ・ハリスン 「美しき人生」（1970年）
- ヒュー・マセケラ 「グレイジング・イン・ザ・グラス」（1968年）
- トミー・ジェイムス&ザ・ションデルズ 「クリムズンとクローバー」（1968年）
- ボビー・ジェントリー 「Courtyard」（1968年）
- ザ・プリテンダーズ 「I Call It Love」（1970年）[5]
- アポロ100 「Joy」（1972年）
- ノーマ・ジェンキンズ 「Me, Myself and I」（1967年）[6]
- サラ・バレリス 「If I Dare」（2017年、エンドロールで使用）

## 製作

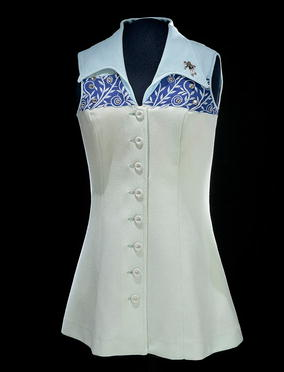
キングとリッグスの試合でキングが着たユニフォーム。テッド・ティンリングがデザインした。映画でも再現された。

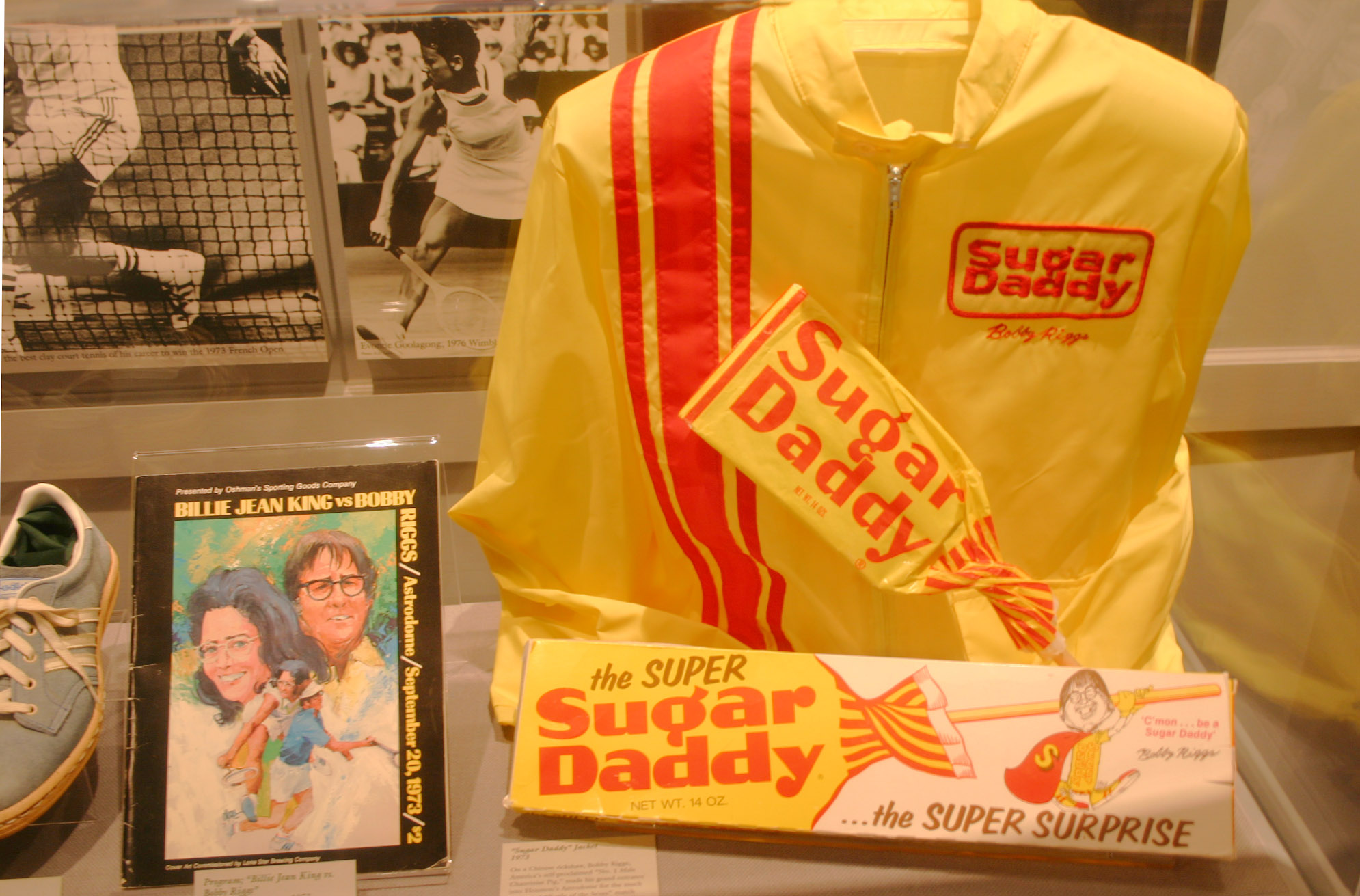
製菓会社から協賛を受けて作られたリッグスのユニフォーム。映画でも再現された。

2015年4月20日、フォックス・サーチライト・ピクチャーズはジョナサン・デイトンとヴァレリー・ファリスがサイモン・ボーファイ脚本の『Battle of the Sexes』という題の作品を監督する予定であることを発表した。エマ・ストーンがビリー・ジーン・キング役、スティーブ・カレルがボビー・リッグス役にキャスティングされた。またダニー・ボイルが自身の映画会社であるデシベル・フィルムズ、クリスチャン・コルソンがクラウド・エイト・フィルムズを通してプロデューサーを務める。9月18日、スケジュールの都合で降板となったストーンに代わってブリー・ラーソンがジーン・キング役にキャスティングされた。11月18日、『バラエティ』はストーンのスケジュール問題が解決したためにジーン・キング役に復帰したことを報じた。2016年3月3日、美容師で1981年までキングの恋人であったマリリン・バーネット役でアンドレア・ライズブローが加わった。同月後半、エリザベス・シューがリッグスの妻役、オースティン・ストウェルがビリー・ジーンの夫のラリー・キング役、サラ・シルヴァーマンが『ワールド・テニス』誌創刊者のグラディス・ヘルドマン役でキャスティングされた。4月、さらにエリック・クリスチャン・オルセンがロニー・クール役、ジェシカ・マクナミーがマーガレット・コート役、アラン・カミングがテッド・ティンリング役、ナタリー・モラレスが ロージー・カザルス役で加わった。
主要撮影は2016年4月13日にロサンゼルスで始まった。
キングとリッグスの試合のシーンでは、ケイトリン・クリスチャン（Kaitlyn Christian）がエマ・ストーンの代役を、ビンセント・スペイディアがスティーブ・カレルの代役を行った。また、クリスチャンはオーストラリア出身のテニス選手、ケリー・レイドの役を演じている。
クリスティ・ピジョンを演じたアシュレイ・ヴァインホルト（Ashley Weinhold）はシングルス最高181位、ダブルス最高109位のプロのテニス選手である。

## 公開
2017年9月22日に封切られた。日本では2018年7月6日公開。